# Gyula Zsengellér
Gyula Zsengellér (Cegléd, 27 dicembre 1915 – Nicosia, 29 marzo 1999) è stato un calciatore e allenatore di calcio ungherese, vicecampione del Mondo con l'Ungheria nel Campionato mondiale di calcio 1938 tenutosi in Francia.
Nel 2017 è stato inserito al terzo posto nella classifica dei migliori capocannonieri dei campionati di Prima Divisione di tutti i tempi, stilata dall'IFFHS.

## Biografia
Nativo di Cegléd, si trasferì da ragazzo a Salgótarján dove il fratello maggiore era militare, e poco più che ventenne vicino a Budapest in seguito al suo passaggio all'Újpest. Sposatosi con Olga, nel 1942 ebbe da lei un figlio, Zsolt, anch'egli calciatore e successivamente giornalista sportivo. Fin da ragazzo fu soprannominato Abel, data la sua passione per la trilogia omonima dello scrittore Áron Tamási, mentre all'apice della carriera venne indicato come il Paganini del football.
Giunto in Italia nel 1947 ingaggiato dalla Roma, venne soprannominato Professore a causa della sua conoscenza sia del francese che del latino. Fu impossibilitato a tornare in Ungheria a seguito della salita al potere del partito comunista nel 1949 e alla conseguente squalifica a vita comminatagli dalla Federazione calcistica dell'Ungheria, che oltre a lui colpì numerosi calciatori tra cui Tóth, Sárosi, Nyers e Kubala. La squalifica venne ratificata anche dalla FIFA e resa valida per due anni, durante i quali Zsengellér partecipò al campionato colombiano, all'epoca fuori dall'egida della federazione internazionale.
Morì il 29 marzo 1999 a Nicosia, dove si era stabilito con la seconda moglie al termine della sua lunga carriera da allenatore. Il 23 novembre 2013 i suoi resti sono stati traslati da Cipro e riportati nella sua città natale, dove sono stati riseppelliti durante una cerimonia d'onore nel cimitero di Cegléd. Nello stesso giorno gli sono stati dedicati lo stadio locale e una sala nel museo dello sport cittadino.

## Caratteristiche tecniche
Di ruolo interno ai tempi del sistema, fu uno dei migliori talenti del calcio europeo degli anni trenta: era infatti dotato di uno sviluppato senso tattico e di un'ottima tecnica, grazie alla quale evitava spesso i contrasti. Da sottolineare furono inoltre le sue doti di palleggio e di controllo di palla, caratteristiche per le quali è ricordato tra i migliori giocatori dell'epoca. Fu anche un eccezionale realizzatore dotato sia di senso del gol che della capacità di servire assist per i compagni.

## Carriera

### Giocatore

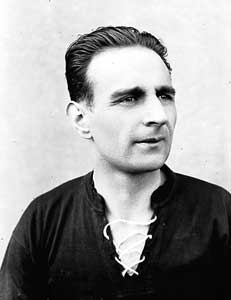
Zsengellér con la maglia dell'Újpest, nella metà degli anni '40.

#### Club

##### In patria: Salgótarján e Újpest
Zsengellér iniziò a giocare a calcio nella squadra della sua città, il Cegléd, nel 1929, passando l'anno successivo al Salgótarján con cui vinse per due volte il campionato non professionistico, nel 1933 e nel 1935. Rimase nel club fino al 1936, facendo il suo esordio nello stesso anno nella massima serie ungherese, marcando diciannove reti in 24 presenze: nonostante i suoi gol, però, la squadra retrocesse in seconda divisione.
Venne allora acquistato dall'Újpest: con la squadra di Budapest rimase per dodici stagioni, interrotte dalla seconda guerra mondiale, vincendo quattro campionati di massima serie e conquistando, sotto la guida di Béla Guttmann, la Coppa dell'Europa Centrale  (1939), della quale fu anche capocannoniere con nove reti. Fu anche in cima alla lista dei goleador del campionato ungherese per cinque volte ed in particolare, nella stagione 1938-1939, mise a segno 56 reti, che fecero di lui il giocatore più prolifico del mondo in quell'annata. Prima dell'esistenza della Scarpa d'oro fu due volte miglior cannoniere europeo: nel già citato 1938-1939 con 56 reti, e nel 1944-1945 con 36 reti. Siglò almeno 25 gol in ogni campionato, tranne in due circostanze: nel 1944 per cause belliche, e nel 1939-1940 a causa di un grave infortunio occorsogli il 29 ottobre 1939, che lo tenne lontano dai campi fino ad aprile 1940. Nella squadra magiara mise a segno in campionato 368 reti in 301 presenze fino all'ottobre del 1947 (inizio della sua tredicesima stagione nell'Újpest), quando venne acquistato dalla Roma.

##### In Italia: Roma e Anconitana

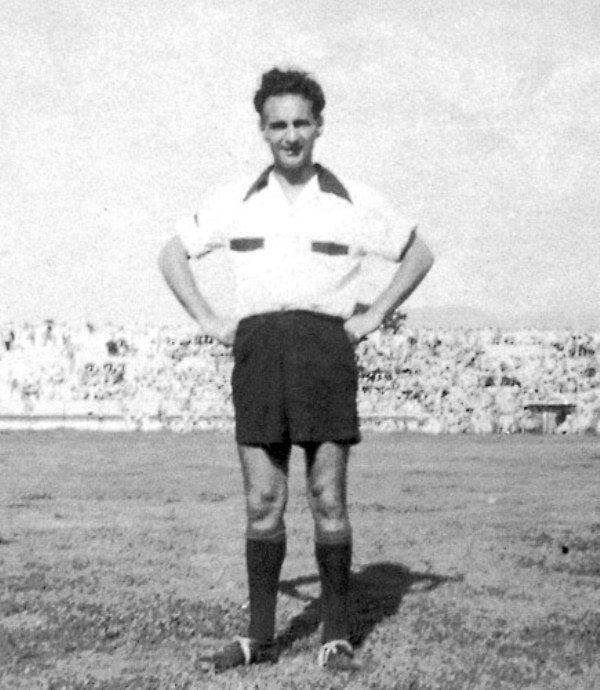
Zsengellér con la maglia della Roma nel 1947

Zsengellér venne pagato dai capitolini 14 milioni di lire e fu l'ultimo giocatore ungherese autorizzato a lasciare il paese: il suo ingaggio fu promosso dal connazionale Imre Senkey, che aveva accettato la guida della squadra giallorossa proprio in quella stagione, e che intendeva utilizzarlo nel sistema. Esordì in Serie A il 26 ottobre 1947 in Roma-Atalanta 4-1, siglando la sua prima rete nella giornata successiva, il 2 novembre, in Roma-Pro Patria 1-1. L'esperienza romana non fu però delle migliori: nella prima stagione mise a segno solo cinque reti in 28 gare, mentre nella seconda giocò solo sei gare e tutte nella seconda parte della stagione mettendo a segno una sola rete. Passò quindi, a stagione iniziata, all'Anconitana militante in Serie C, nella quale mise a segno 18 gol in trenta gare: anche grazie alle sue marcature, in particolare dalla diciassettesima giornata (in cui segnò il suo primo gol, il 25 dicembre 1949, in Anconitana-Piombino 2-1) in poi, la squadra conquistò la promozione in Serie B.

##### Gli ultimi anni: Hungaria FbC e Deportivo Samarios
Nell'agosto del 1950 entrò a far parte, insieme ad altri giocatori di origine ungherese e apolidi, di una squadra chiamata Hungaria FbC Roma che ebbe base a Cinecittà e che i giornali dell'epoca indicano anche come I.R.O. (acronimo per International Refugee Organization): di questa squadra, che non giocò mai partite ufficiali ma solo amichevoli, fu allenatore-giocatore insieme a Kosegy. La formazione così composta, che già aveva girato sia la Germania che la Spagna sfidando i migliori giocatori dell'epoca, fece un tour in Colombia nel 1950, giocando numerosi match di esibizione contro squadre locali: successivamente, diversi giocatori (come Ferenc Nyers e Béla Sárosi) militarono nel campionato colombiano (che in quegli anni stava attirando giocatori da tutto il mondo, grazie agli alti ingaggi elargiti: il periodo divenne noto con il nome di El Dorado). Lo stesso Zsengellér firmò un contratto come giocatore-allenatore del Deportivo Samarios, nel quale rimase per due stagioni siglando 23 gol in trentasette gare: dopodiché si ritirò dal calcio giocato, all'età di 37 anni, per fare esclusivamente l'allenatore.

#### Nazionale

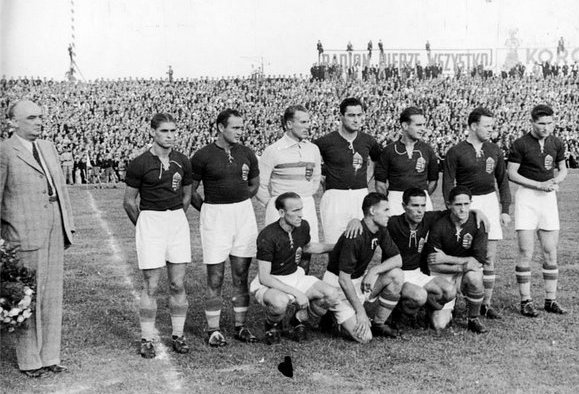
Zsengellér, terzo in piedi da destra, con la maglia della Nazionale il 27 agosto 1939 prima di un'amichevole contro la

Zsengellér esordì con la maglia della nazionale ungherese il 2 dicembre 1936 a Londra contro l'Inghilterra, che vinse la partita amichevole per 6-2; la prima rete arrivò invece alla presenza successiva, nella gara valida per la Coppa Internazionale 1936-1938 e giocata a Basilea il 4 novembre 1937 contro la Svizzera e vinta per 5-1, con tripletta del magiaro. Diventato cardine della nazionale, formando insieme a Sárosi e Cseh quello che venne soprannominato Think tank, partecipò come titolare al Campionato mondiale di calcio 1938 in Francia, dove fu uno dei protagonisti della competizione: mise infatti a segno due reti negli ottavi di finale (6-0 contro le Indie orientali olandesi), un gol nei quarti (2-0 contro la Svizzera) e un'altra doppietta nella semifinale contro la Svezia(5-1 il risultato finale). Non andò invece a segno nella finalissima contro l'Italia, persa dall'Ungheria per 4-2: Zsengellér risultò comunque il secondo cannoniere della manifestazione con 5 reti, dietro al brasiliano Leônidas, insieme al compagno di squadra Sárosi e all'azzurro Piola. La sconfitta in finale rimase uno dei suoi maggiori rimpianti.
Sempre nel 1938, ormai nel novero dei migliori giocatori del continente, fu convocato nella rappresentativa del Resto d'Europa che giocò contro l'Inghilterra il 26 ottobre 1938 per festeggiare i 75 anni della Federazione inglese: i britannici si imposero per 3-0. Giocò con la nazionale anche durante la seconda guerra mondiale, con due anni di interruzione (dal 1943 al 1945) proprio a causa del conflitto bellico. Disputò la sua ultima partita ufficiale il 20 agosto 1947 a Budapest contro l'Albania, gara vinta per 3-0 e valida per la Coppa dei Balcani per nazioni che l'Ungheria si aggiudicò nell'ottobre dello stesso anno. Complessivamente, con la maglia magiara mise a segno 32 reti in 39 gare.

### Allenatore
Dopo il periodo come allenatore in Colombia, terminato nel 1953, tornò in Europa e più precisamente a Cipro su invito di József Künsztler, dove guidò il Pezoporikos Larnaca conquistando la vittoria in campionato nel 1953-1954. Passò poi al Cosenza, dove rimase per una sola stagione, per poi tornare a Cipro: allenò successivamente i calabresi dal 1960 al 1962, e fu vice-allenatore dal 1970 al 1972. Da sottolineare anche l'esperienza alla guida della Nazionale di calcio di Cipro, dal 1957 al 1958. Si alternò per tutta la carriera viaggiando tra Cipro, Italia (sedette anche, per pochi mesi, sulla panchina della Salernitana e per due anni su quella del Ravenna) e Grecia (allenando Apollon Kalamarias e Olympiakos Volos). Tornato definitivamente a Cipro, nella stagione 1975-1976 vinse la Coppa di Cipro alla guida dell'APOEL, prima di passare all'APOP Paphos dove, dopo tre stagioni, concluse la sua carriera di allenatore nel 1979.

## Statistiche

### Presenze e reti nei club
| Stagione                  | Squadra                   | Campionato                | Campionato | Campionato | Coppe nazionali | Coppe nazionali | Coppe nazionali | Coppe continentali | Coppe continentali | Coppe continentali | Altre coppe | Altre coppe | Altre coppe | Totale | Totale |
| Stagione                  | Squadra                   | Comp                      | Pres       | Reti       | Comp            | Pres            | Reti            | Comp               | Pres               | Reti               | Comp        | Pres        | Reti        | Pres   | Reti   |
| ------------------------- | ------------------------- | ------------------------- | ---------- | ---------- | --------------- | --------------- | --------------- | ------------------ | ------------------ | ------------------ | ----------- | ----------- | ----------- | ------ | ------ |
| 1935-1936                 | Salgótarján               | NB1                       | 24         | 19         |                 | -               | -               |                    | -                  | -                  |             | -           | -           | 24     | 19     |
| 1936-1937                 | Újpest                    | NB1                       | 24         | 35         |                 | -               | -               |                    | -                  | -                  | CEC+CEC     | 5+4         | 4+8         | 33     | 47     |
| 1937-1938                 | Újpest                    | NB1                       | 25         | 31         |                 | -               | -               |                    | -                  | -                  | CEC         | 2           | 3           | 27     | 34     |
| 1938-1939                 | Újpest                    | NB1                       | 26         | 56         |                 | -               | -               |                    | -                  | -                  | CEC         | 6           | 9           | 32     | 65     |
| 1939-1940                 | Újpest                    | NB1                       | 12         | 11         |                 | -               | -               |                    | -                  | -                  | CEC         | 2           | 0           | 14     | 11     |
| 1940-1941                 | Újpest                    | NB1                       | 26         | 28         | MK              | 1               | 0               |                    | -                  | -                  | -           | -           | -           | 27     | 28     |
| 1941-1942                 | Újpest                    | NB1                       | 28         | 27         | MK              | 5               | 9               |                    | -                  | -                  |             | -           | -           | 33     | 36     |
| 1942-1943                 | Újpest                    | NB1                       | 30         | 26         | MK              | ?               | ?               |                    | -                  | -                  |             | -           | -           | 30+?   | 26+?   |
| 1943-1944                 | Újpest                    | NB1                       | 29         | 33         | MK              | ?               | ?               |                    | -                  | -                  |             | -           | -           | 29+?   | 33+?   |
| 1944-1945                 | Újpest                    | NB1                       | 9          | 12         |                 | -               | -               |                    | -                  | -                  |             | -           | -           | 9      | 12     |
| 1945                      | Újpest                    | NB1                       | 21         | 36         |                 | -               | -               |                    | -                  | -                  |             | -           | -           | 21     | 36     |
| 1945-1946                 | Újpest                    | NB1                       | 35         | 51         |                 | -               | -               |                    | -                  | -                  |             | -           | -           | 35     | 51     |
| 1946-1947                 | Újpest                    | NB1                       | 29         | 18         |                 | -               | -               |                    | -                  | -                  |             | -           | -           | 29     | 18     |
| 1947                      | Újpest                    | NB1                       | 7          | 4          |                 | -               | -               |                    | -                  | -                  |             | -           | -           | 7      | 4      |
| Totale Újpest             | Totale Újpest             | Totale Újpest             | 301        | 368        |                 | ?               | ?               |                    | -                  | -                  |             | 19          | 24          | 320+?  | 392+?  |
| ott. 1947-1948            | Roma                      | A                         | 28         | 5          |                 | -               | -               |                    | -                  | -                  |             | -           | -           | 28     | 5      |
| 1948-1949                 | Roma                      | A                         | 6          | 1          |                 | -               | -               |                    | -                  | -                  |             | -           | -           | 6      | 1      |
| Totale Roma               | Totale Roma               | Totale Roma               | 34         | 6          |                 | -               | -               |                    | -                  | -                  |             | -           | -           | 34     | 6      |
| dic. 1949-1950            | Anconitana                | C                         | 30         | 18         |                 | -               | -               |                    | -                  | -                  |             | -           | -           | 30     | 18     |
| 1951                      | Deportivo Samarios        | CP                        | 19         | 13         |                 | -               | -               |                    | -                  | -                  |             | -           | -           | 19     | 13     |
| 1952                      | Deportivo Samarios        | CP                        | 18         | 10         |                 | -               | -               |                    | -                  | -                  |             | -           | -           | 18     | 10     |
| Totale Deportivo Samarios | Totale Deportivo Samarios | Totale Deportivo Samarios | 37         | 23         |                 | -               | -               |                    | -                  | -                  |             | -           | -           | 37     | 23     |
| Totale                    | Totale                    | Totale                    | 426        | 434        |                 | ?               | ?               |                    | -                  | -                  |             | 19          | 24          | 445+?  | 460+?  |

### Cronologia presenze e reti in nazionale
| Cronologia completa delle presenze e delle reti in nazionale ― Ungheria | Cronologia completa delle presenze e delle reti in nazionale ― Ungheria | Cronologia completa delle presenze e delle reti in nazionale ― Ungheria | Cronologia completa delle presenze e delle reti in nazionale ― Ungheria | Cronologia completa delle presenze e delle reti in nazionale ― Ungheria | Cronologia completa delle presenze e delle reti in nazionale ― Ungheria | Cronologia completa delle presenze e delle reti in nazionale ― Ungheria | Cronologia completa delle presenze e delle reti in nazionale ― Ungheria |
| Data                                                                    | Città                                                                   | In casa                                                                 | Risultato                                                               | Ospiti                                                                  | Competizione                                                            | Reti                                                                    | Note                                                                    |
| ----------------------------------------------------------------------- | ----------------------------------------------------------------------- | ----------------------------------------------------------------------- | ----------------------------------------------------------------------- | ----------------------------------------------------------------------- | ----------------------------------------------------------------------- | ----------------------------------------------------------------------- | ----------------------------------------------------------------------- |
| 2-12-1936                                                               | Londra                                                                  | Inghilterra                                                             | 6 – 2                                                                   | Ungheria                                                                | Amichevole                                                              | -                                                                       |                                                                         |
| 11-4-1937                                                               | Basilea                                                                 | Svizzera                                                                | 1 – 5                                                                   | Ungheria                                                                | Coppa Internazionale 1936-1938                                          | 3                                                                       |                                                                         |
| 9-5-1937                                                                | Budapest                                                                | Ungheria                                                                | 1 – 1                                                                   | Jugoslavia                                                              | Amichevole                                                              | -                                                                       |                                                                         |
| 19-9-1937                                                               | Budapest                                                                | Ungheria                                                                | 8 – 3                                                                   | Cecoslovacchia                                                          | Amichevole                                                              | 1                                                                       |                                                                         |
| 10-10-1937                                                              | Vienna                                                                  | Austria                                                                 | 1 – 2                                                                   | Ungheria                                                                | Coppa Internazionale 1936-1938                                          | -                                                                       |                                                                         |
| 9-1-1938                                                                | Lisbona                                                                 | Portogallo                                                              | 4 – 0                                                                   | Ungheria                                                                | Amichevole                                                              | -                                                                       |                                                                         |
| 16-1-1938                                                               | Lussemburgo                                                             | Lussemburgo                                                             | 0 – 6                                                                   | Ungheria                                                                | Amichevole                                                              | 1                                                                       | 40’                                                                     |
| 20-3-1938                                                               | Norimberga                                                              | Germania                                                                | 1 – 1                                                                   | Ungheria                                                                | Amichevole                                                              | -                                                                       |                                                                         |
| 25-3-1938                                                               | Budapest                                                                | Ungheria                                                                | 11 – 1                                                                  | Grecia                                                                  | Qual. Mondiali 1938                                                     | 5                                                                       |                                                                         |
| 5-6-1938                                                                | Reims                                                                   | Ungheria                                                                | 6 – 0                                                                   | Indie orientali olandesi                                                | Mondiali 1938 - Ottavi di finale                                        | 2                                                                       |                                                                         |
| 12-6-1938                                                               | Lilla                                                                   | Ungheria                                                                | 2 – 0                                                                   | Svizzera                                                                | Mondiali 1938 - Quarti di finale                                        | 1                                                                       |                                                                         |
| 16-6-1938                                                               | Parigi                                                                  | Ungheria                                                                | 5 – 1                                                                   | Svezia                                                                  | Mondiali 1938 - Semifinale                                              | 2                                                                       |                                                                         |
| 19-6-1938                                                               | Parigi                                                                  | Ungheria                                                                | 2 – 4                                                                   | Italia                                                                  | Mondiali 1938 - Finale                                                  | -                                                                       |                                                                         |
| 26-2-1939                                                               | Rotterdam                                                               | Paesi Bassi                                                             | 3 – 2                                                                   | Ungheria                                                                | Amichevole                                                              | 1                                                                       |                                                                         |
| 16-3-1939                                                               | Parigi                                                                  | Francia                                                                 | 2 – 2                                                                   | Ungheria                                                                | Amichevole                                                              | -                                                                       |                                                                         |
| 19-3-1939                                                               | Cork                                                                    | Irlanda                                                                 | 2 – 2                                                                   | Ungheria                                                                | Amichevole                                                              | 1                                                                       |                                                                         |
| 2-4-1939                                                                | Zurigo                                                                  | Svizzera                                                                | 3 – 1                                                                   | Ungheria                                                                | Amichevole                                                              | -                                                                       |                                                                         |
| 8-6-1939                                                                | Budapest                                                                | Ungheria                                                                | 1 – 3                                                                   | Italia                                                                  | Amichevole                                                              | -                                                                       |                                                                         |
| 27-8-1939                                                               | Varsavia                                                                | Polonia                                                                 | 4 – 2                                                                   | Ungheria                                                                | Amichevole                                                              | 1                                                                       |                                                                         |
| 24-9-1939                                                               | Budapest                                                                | Ungheria                                                                | 5 – 1                                                                   | Germania                                                                | Amichevole                                                              | 3                                                                       |                                                                         |
| 20-10-1939                                                              | Bucarest                                                                | Romania                                                                 | 1 – 1                                                                   | Ungheria                                                                | Amichevole                                                              | -                                                                       |                                                                         |
| 23-3-1941                                                               | Belgrado                                                                | Jugoslavia                                                              | 1 – 1                                                                   | Ungheria                                                                | Amichevole                                                              | -                                                                       |                                                                         |
| 6-4-1941                                                                | Colonia                                                                 | Germania                                                                | 7 – 0                                                                   | Ungheria                                                                | Amichevole                                                              | -                                                                       |                                                                         |
| 3-5-1942                                                                | Budapest                                                                | Ungheria                                                                | 3 – 5                                                                   | Germania                                                                | Amichevole                                                              | 1                                                                       |                                                                         |
| 14-6-1942                                                               | Budapest                                                                | Ungheria                                                                | 1 – 1                                                                   | Croazia                                                                 | Amichevole                                                              | -                                                                       |                                                                         |
| 16-5-1943                                                               | Ginevra                                                                 | Svizzera                                                                | 1 – 3                                                                   | Ungheria                                                                | Amichevole                                                              | 1                                                                       |                                                                         |
| 6-6-1943                                                                | Sofia                                                                   | Bulgaria                                                                | 2 – 4                                                                   | Ungheria                                                                | Amichevole                                                              | 4                                                                       |                                                                         |
| 12-9-1943                                                               | Stoccolma                                                               | Svezia                                                                  | 2 – 3                                                                   | Ungheria                                                                | Amichevole                                                              | 1                                                                       |                                                                         |
| 15-9-1943                                                               | Helsinki                                                                | Finlandia                                                               | 0 – 3                                                                   | Ungheria                                                                | Amichevole                                                              | -                                                                       |                                                                         |
| 7-11-1943                                                               | Budapest                                                                | Ungheria                                                                | 2 – 7                                                                   | Svezia                                                                  | Amichevole                                                              | -                                                                       |                                                                         |
| 19-8-1945                                                               | Budapest                                                                | Ungheria                                                                | 2 – 0                                                                   | Austria                                                                 | Amichevole                                                              | 1                                                                       |                                                                         |
| 20-8-1945                                                               | Budapest                                                                | Ungheria                                                                | 5 – 2                                                                   | Austria                                                                 | Amichevole                                                              | 1                                                                       |                                                                         |
| 30-9-1945                                                               | Budapest                                                                | Ungheria                                                                | 7 – 2                                                                   | Romania                                                                 | Amichevole                                                              | 1                                                                       |                                                                         |
| 14-4-1946                                                               | Vienna                                                                  | Austria                                                                 | 3 – 2                                                                   | Ungheria                                                                | Amichevole                                                              | 1                                                                       |                                                                         |
| 6-10-1946                                                               | Budapest                                                                | Ungheria                                                                | 2 – 0                                                                   | Austria                                                                 | Amichevole                                                              | -                                                                       |                                                                         |
| 30-10-1946                                                              | Esch-sur-Alzette                                                        | Lussemburgo                                                             | 2 – 7                                                                   | Ungheria                                                                | Amichevole                                                              | -                                                                       |                                                                         |
| 4-5-1947                                                                | Budapest                                                                | Ungheria                                                                | 5 – 2                                                                   | Austria                                                                 | Amichevole                                                              | -                                                                       |                                                                         |
| 11-5-1947                                                               | Torino                                                                  | Italia                                                                  | 3 – 2                                                                   | Ungheria                                                                | Amichevole                                                              | -                                                                       |                                                                         |
| 20-8-1947                                                               | Budapest                                                                | Ungheria                                                                | 3 – 0                                                                   | Albania                                                                 | Coppa dei Balcani per nazioni                                           | -                                                                       | 58’ 62’                                                                 |
| Totale                                                                  |                                                                         | Presenze                                                                | 39                                                                      |                                                                         | Reti (8º posto)                                                         | 32                                                                      |                                                                         |

## Palmarès

### Giocatore

#### Club

##### Competizioni nazionali
- Campionato ungherese: 4

Újpest: 1938-1939, 1945, 1945-1946, 1946-1947

##### Competizioni internazionali
- Coppa dell'Europa Centrale: 1

Újpest: 1939

#### Nazionale
- Coppa dei Balcani per nazioni: 1

Ungheria: 1947

#### Individuale
- Capocannoniere del campionato ungherese: 5

1937-1938 (31 gol), 1938-1939 (56 gol), 1942-1943 (26 gol), 1943-1944 (33 gol), 1945 (36 gol)
- All-Star Team del mondiale: 1[35]

Francia 1938
- Capocannoniere della Coppa dell'Europa Centrale: 1

1939 (9 gol)

### Allenatore
- Campionato cipriota: 1

Pezoporikos Larnaca: 1953-1954
- Coppa di Cipro: 1

APOEL: 1975-1976

### Annotazioni
1. ↑  Si trova riportato anche come Gyula Szengellér, oppure con diverse versioni del nome: Giulio, Julius o Julio.
2. ↑  Újpest all'epoca non era ancora parte di Budapest: divenne la IV Circoscrizione della capitale solo nel 1950.
3. ↑  La competizione fu sospesa a causa dell'annessione dell'Austria alla Germania nazista il 13 marzo 1938: l'Ungheria risultava al primo posto, con 3 punti di vantaggio sull'Italia che doveva però disputare tre gare in più rispetto ai magiari.
4. ↑  Ufficialmente riconosciuta dal 1960.
5. ↑  Passato all'Újpest nel giugno 1936, partecipò a due edizioni della Coppa dell'Europa Centrale, entrambe con la nuova maglia: la prima alla fine della stagione 1935-1936, la seconda al termine di quella del 1936-1937.
6. 1 2  Compresa la finale per il 3º posto.
7. ↑  Interrotto a causa del conflitto bellico.
8. ↑  A pari merito con Jenő Jenőfi.

### Fonti
1. 1 2 3 4 5  (HU) Gyula Zsengellér: Matches, su magyarfutball.hu. URL consultato il 16 maggio 2018.
2. ↑  (EN) TOP DIVISION GOAL SCORERS OF ALL TIME: FERENC PUSKAS LEADS THE RANKING, su iffhs.de, 12 novembre 2017. URL consultato il 15 maggio 2018 (archiviato dall'url originale il 22 ottobre 2019).
3. 1 2 3 4  (HU) Ábel, aki világsztár lett a Mondialon, su szovetseg.mlsz.hu, 23 giugno 2013. URL consultato il 15 maggio 2018.
4. 1 2 3 4  (HU) Ábel örök álma magyar földben - újratemették Zsengellér Gyulát, su nemzetisport.hu, 23 novembre 2013. URL consultato il 15 maggio 2018.
5. 1 2 3 4 5 6  (HU) Ábel Művek, su nol.hu, 28 marzo 2009. URL consultato il 15 maggio 2018.
6. 1 2  (HU) MAGYAR FÖLDBEN NYUGODHAT ZSENGELLÉR GYULA, su ujpest.hu, 6 novembre 2013. URL consultato il 15 maggio 2018.
7. ↑  Si veda in proposito il libro a lui dedicato:  Hetyei László, Zsengellér Gyula, a futball Paganinije, Aposztròf, 2015.
8. ↑  La Gazzetta dello Sport, 8 febbraio 1949, p. 3.
9. 1 2 3   Gyula Szengellér, in Calcio 2000, 13 luglio 2003,  p. 17.
10. ↑  (EN) Colombia once had a claim to be the best league in the world, su worldsoccer.com, 11 febbraio 2012. URL consultato il 15 maggio 2018.
11. ↑  (HU) Cegléd: Zsengellér Gyula Sporttelep, su magyarfutball.hu. URL consultato il 15 maggio 2018.
12. ↑  (HU) ZSENGELLÉR GYULA KIÁLLÍTÓ TEREM, su cegledisportmuzeum.hu. URL consultato il 16 maggio 2018.
13. 1 2 3 4 5   Zsengeller Gyula, su enciclopediadelcalcio.it. URL consultato il 14 maggio 2018.
14. 1 2 3 4 5 6 7  (EN) Gyula Zsengellér was born 102 years ago, su ujpestfc.hu, 27 dicembre 2017. URL consultato il 15 maggio 2018 (archiviato dall'url originale il 16 maggio 2018).
15. 1 2  (HU) Gyula ZSENGELLÉR, su ujpestlexikon.hu. URL consultato il 16 novembre 2010 (archiviato dall'url originale il 17 maggio 2008).
16. ↑  (EN) HISTORY – MITROPA CUP: THE BEST TOP GOAL SCORERS, su iffhs.de, 18 maggio 2018. URL consultato il 20 maggio 2018 (archiviato dall'url originale il 10 gennaio 2019).
17. ↑  (EN) World League Topscorers 1889-2005, su rsssf.com, RSSSF. URL consultato il 16 maggio 2018.
18. ↑  (EN) European Topscorers before 1967/68, su rsssf.com, RSSSF. URL consultato il 16 maggio 2018.
19. ↑   Le annate: 1947-48, su enciclopediagiallorossa.com. URL consultato il 14 novembre 2010 (archiviato dall'url originale il 24 settembre 2015).
20. ↑   Le annate: 1948-49, su enciclopediagiallorossa.com. URL consultato il 14 novembre 2010 (archiviato dall'url originale il 18 gennaio 2012).
21. 1 2 3   Carlo Fontanelli, Bruno Galante, Ac Ancona, pura passione dal 1905, Almanacco biancorosso, Empoli, Geo Edizioni, 2009.
22. ↑   In partenza per la Colombia tredici giocatori dell'I.R.O., in Corriere dello Sport, 11 novembre 1950,  1-5. URL consultato il 16 maggio 2018.
23. ↑   Svelati i... misteri di Bogotà, in Corriere dello Sport, 16 dicembre 1950,  1-5. URL consultato il 16 maggio 2018.
24. ↑   Le illusioni di Bogotà, in Corriere dello Sport, 28 febbraio 1951,  1-4. URL consultato il 16 maggio 2018.
25. ↑  (EN) Fifa World Cup 1938 - Hungary 6-0 Dutch East Indies, su fifa.com. URL consultato l'11 maggio 2018 (archiviato dall'url originale il 3 gennaio 2020).
26. ↑  (EN) Fifa World Cup 1938 - Hungary 2-0 Switzerland, su fifa.com. URL consultato l'11 maggio 2018 (archiviato dall'url originale il 1º maggio 2018).
27. ↑  (EN) Fifa World Cup 1938 - Hungary 5-1 Sweden, su fifa.com. URL consultato l'11 maggio 2018 (archiviato dall'url originale il 22 maggio 2018).
28. ↑  (EN) Fifa World Cup 1938 - Italy 4-2 Hungary, su fifa.com. URL consultato l'11 maggio 2018 (archiviato dall'url originale il 14 aprile 2018).
29. ↑  (EN) Fifa World Cup 1938 - Players - Top goals, su fifa.com. URL consultato il 20 maggio 2018 (archiviato dall'url originale il 26 maggio 2018).
30. ↑  (EN) Cyprus - List of Final Tables 1931-1998, su rsssf.com, RSSSF. URL consultato il 16 maggio 2018.
31. 1 2   ALBO STORICO - Cosenza Calcio 1914, su cosenzacalcio1914.com. URL consultato il 16 maggio 2018.
32. ↑   Campionato Serie C Anno 1961-62, su salernitanastory.it. URL consultato il 16 maggio 2018.
33. ↑  (EN) Cyprus - Cup History 1934-1996, su rsssf.com, RSSSF. URL consultato il 16 maggio 2018.
34. ↑  Ottavo a pari merito con Tibor Nyilasi
35. ↑  (EN) All-Star Team, su football.sporting99.com.